# معركة غاليسيا
معركة غاليسيا (بالإنجليزية:  Battle of Galicia)‏ هي معركة كبيرة وقعت بين قوات الإمبراطورية الروسية والإمبراطورية النمساوية المجرية خلال المرحلة الأولى للحرب في عام 1914.

## الخلفية
عندما أتت الحرب، خطَّط رئيس الأركان النمساوي المجري فرانز كونراد فون هوتزيندروف لشنّ هجوم على كونغرس بولندا بجيوشه الشمالية (الأولى والرابعة). كان الرُّوس متفوقين على قوى المركز في الشرق (وخاصة الجيوش النمساوية المجرية، التي كانت الهدف الأساسي لروسيا)، فقد اعتقد كونراد أن أفضل خيار لديهم كان التقدم المبكر نحو جنوب بولندا حيث ركز الرُّوس وحداتهم المشكلة حديثًا.
علم كونراد أن حلفائه الألمان كانوا ملتزمين بهجوم في الغرب لهزيمة الفرنسيين في الأسابيع العشرة الأولى من الحرب. وتم القرار بأن الجيش الثامن الألماني فقط سيكون في الشرق لدعم الدفاع في بروسيا الشرقية. ومع ذلك، فإن تحالفهم مع الفرنسيين أجبر الروس على الهجوم على الألمان بسرعة، لذلك تم إرسال قوات روسية كبيرة لغزو بروسيا الشرقية. تقدم الجيشان النمساويان المجريان الأول والرابع إلى بولندا دون دعم ألماني مباشر. بحلول 23 أغسطس عام 1914، تركزت جيوش كونراد الأولى والثالثة والرابعة في غاليسيا في جبهة على امتداد 280 كم (170 ميل).
في 2 أغسطس، أصبح دوق نيكولاي نيكولايفيتش الأكبر، وهو ابن عم إمبراطور عموم روسيا نيقولا الثاني الذي كان يعمل في الجيش، قائدًا عامًا. كان يتمتع بسمعة ممتازة لتدريب القوات العسكرية، لكنه لم يسبق له أن قاد جيشًا ميدانيًا ما أدَّى إلى تباطؤ تطوره كقائد. عُيّنت الجيوش الروسية الثالثة والرابعة والخامسة والثامنة في مهمة للذهاب إلى غاليسيا. دعت خطة الحرب الروسية نيكولاي إيفانوف، القائد الروسي للجبهة الجنوبية الغربية، لمواجهة الهجوم النمساوي المجري المتوقع في اتجاه الشرق من لفيف. كان الجيشان الثالث والثامن قد شنًا هجومًا على غاليسيا الشرقية. كان بوسع الروس أن يجلبوا 260 قطارًا يوميًا لدعم جبهتهم، مقارنة بنحو 152 قطارًا نمساويًا مجريًا.

## المعارك
كان الجيش النمساوي المجري الأول تحت قيادة فيكتور دانكل يتحرك في الشمال نحو لوبلين. قام دانكل بضرب الجيش الرابع الروسي بقيادة البارون زالتسا في ما كان يُعرف باسم معركة كراسنيك. تمكن جيش دانكل من أسر حوالي 6000 جندي.
على يمين دانكل ، قاد الجيش النمساوي المجري الرابع، المتجه نحو تشولم، الجيش الخامس الروسي تحت قيادة بافل بليهف في معركة كومارو، وقبضوا على 20,000 أسير وألحق بهم خسائر فادحة. ومع ذلك، فشلت خطة نمساوية في الهجوم على الجيش الروسي.
بينما الروس يتراجعون مرة أخرى على طول الجبهة الشمالية، تقدم الجيش الثالث النمساوي وجيش المجموعة كوفس بشكل متزامن ضد الجناح الأيسر لجيش إيفانوف. على طول الجبهة الجنوبية، كان لدى إيفانوف الجيش الثالث الروسي تحت قيادة نيكولاي روزسكي والجيش الثامن الروسي تحت قيادة ألكسي بروسيلوف. هزمت جيوش بروسيلوف وروزسكي الجيش النمساوي المجري بشكل بالغ لدرجة أنه على الرغم من أن الطرق السيئة استدعت توقف الروس لمدة يومين، إلا أن النمساويين لم يتمكنوا من إعادة تجميع صفوفهم لوقف القيادة الروسية. أصبح هذا الهجوم يُعرف باسم معركة غنيلا ليبا.
مع تراجع كامل الجيش الثالث ومجموعة كوفس، سحب كونراد قواته بعيدًا عن الجبهة الشمالية التي كان يعتقد أنها هزمت بما فيه الكفاية. في الواقع، كان الرّوس في شمال ليمبرغ ما يزالوا يشكلون تهديدًا محتملًا. أمر إيفانوف الجيش الخامس تحت قيادة بليهوف بالهجوم وقاد النمساويين مرة أخرى عندما بدأوا في تحويل القوات إلى الجنوب في اشتباك يُعرف باسم معركة راوا. وسرعان ما تم استدعاء الجيش الثاني النمساوي من صربيا، لكن كان الأوان قد فات عندما انهارت الجبهة النمساوية بأكملها في غاليسيا، وسيطر الروس على لفيف بالكامل.